# Малавах

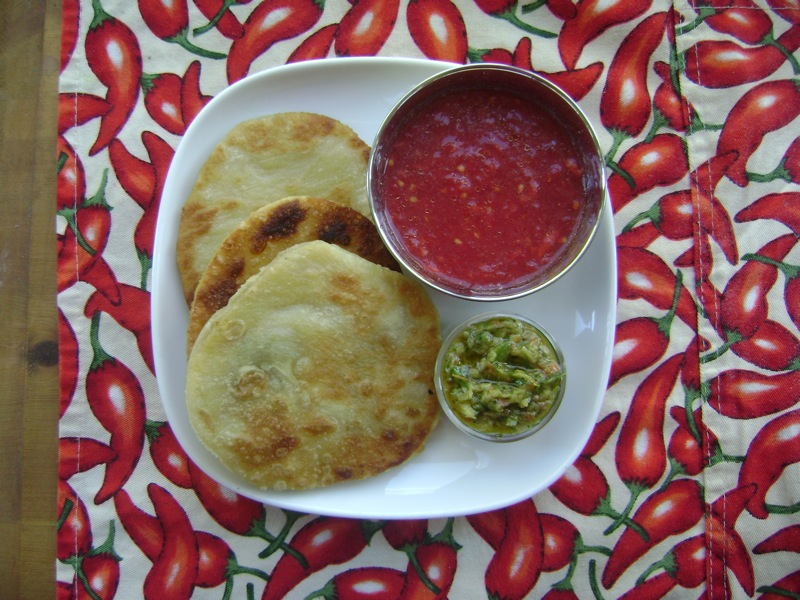
Малауах, поданий з схугом та соусом з подрібнених помідорів

Мала́вах (також мала́уах) (івр. מלאווח; араб. ملوح) — єменський кулінарний виріб у вигляді млинця з листкового тіста, особливо поширене серед єменських євреїв.

## Приготування
Прісне листкове тісто для приготування малаваха виготовляється з борошна, води та невеликої кількості цукру і солі.
Утворені млинці з листкового тіста, промащують маслом або маргарином, охолоджуються, а потім підсмажують на сковорідці або печуться в духовці.
Подається малавах зазвичай з соусом з подрібнених помідорів, гострим схугом і звареним круто яйцем, проте може подаватися і з тахіні, затаром та оливковою олією, а також з медом або іншими солодкими добавками.

## Поширення
Особливого поширення малауах отримав в Ізраїлі, куди був завезений єменськими євреями.